# Peur de l'intimité
La peur de l'intimité est généralement une phobie sociale et un trouble anxieux se manifestant par des difficultés à créer des relations de proximité avec autrui. Le terme peut aussi faire référence à l'échelle d'un test psychométrique, ou un type de personne dans la psychologie de la théorie de l'attachement.
La peur de l'intimité représente la peur d'être émotionnellement et/ou physiquement proche d'une autre personne. Cette peur est également définie comme « la capacité entravée d'un individu, en raison de l'anxiété, à pouvoir partager ses pensées et sentiments avec une personne que l'on apprécie » . Selon deux auteurs sur le sujet, la peur de l'intimité est l'expression de l'idée existentielle qu'aimer et être aimé fait paraître la vie plus précieuse et la mort plus inévitable . Elle est souvent la conséquence de traumatismes passés tel qu'un viol ou un abus sexuel subi dans l'enfance. La peur de l'intimité est également liée à la peur d'être touché.

## Symptômes
Les personnes souffrant de cette phobie sont anxieuses et craignent d'établir des relations intimes avec autrui. Elles sont persuadées qu'elles ne méritent pas l'amour et le soutien des autres . La peur de l'intimité présente trois caractéristiques déterminantes : contentement dû à la capacité de communiquer des informations personnelles, valence émotionnelle se référant aux sentiments relatifs aux informations échangées, vulnérabilité traduisant leur attachement à l'égard de la personne avec laquelle un lien intime est créé.
Bartholomew et Horowitz vont plus loin et définissent quatre différents types d'attachement adulte : 1) les individus stables et sûrs d'eux sont conscients de leur valeur, du fait qu'on puisse les aimer et se sentent à l'aise avec l'intimité et l'autonomie; 2) chez les personnes préoccupées, cette confiance en soi est absente mais ils voient les autres de façon positive et recherchent amour et acceptation; 3) les personnes pleines de crainte et d'angoisse ne se considèrent pas comme des personnes pouvant être aimées et évitent les autres anticipant un rejet certain; 4) les personnes rejetées se voient comme étant dignes d'être aimées mais se détachent des autres qu'ils jugent généralement comme peu fiables .

## Échelle de la peur de l'intimité (Fear Of Intimacy Scale = FIS)
Il est possible de s'auto-évaluer afin de déterminer à quel niveau se positionner sur les 35 niveaux existants sur l'échelle de la peur de l'intimité. Ce test permet de déterminer ce niveau même si l'individu n'est pas engagé dans une relation au moment de l'évaluation. Dol et Thelen ont ainsi démontré que le FIS était en corrélation avec la confiance en la fiabilité des autres et la peur de l'abandon ressentie par le sujet . Un score élevé représente un niveau élevé de peur de l'intimité.

## Parmi les femmes
Une étude menée par Reis et Grenyer a montré que les femmes souffrant de dépression avaient des niveaux de peur de l'intimité bien plus élevés que les autres . Une seconde étude a indiqué que la peur de l'intimité parmi les femmes serait hautement associée à l'intimité réelle et non à l'intimité souhaitée . Cette étude a révélé également que le niveau de peur de l'intimité était un bon indicateur de la longévité d'un couple ou d'une relation .
Une troisième étude, enfin, a montré que les femmes ayant peur de l'intimité distinguaient, généralement, moins d'intimité dans leur relation même si le partenaire n'éprouve pas cette crainte. Cette étude a indiqué, également, que la peur de l'intimité jouait un rôle important dans le degré d'intimité de la relation ou ses chances de devenir pérenne.
De plus, il a été déterminé que « les individus (hommes ou femmes) à qui l'on avait appris qu'il ne fallait pas faire confiance aux étrangers ressentaient davantage de peur de l'intimité et de solitude que ceux qui n'avaient pas été habitués à se méfier des étrangers ».

## Parmi les femmes abusées sexuellement
En 1998, Mark H. Thelen, Michelle D. Sherman et Tiffany S. Borst ont effectué une recherche afin de « déterminer si les femmes rescapées d'un viol éprouvaient des difficultés avec l'attachement et la peur de l'intimité ». Dans l'étude, ils ont utilisé le FIS et d'autres méthodes pour comparer des victimes de viol aux personnes non-abusées sexuellement. Une fois la caractéristique 'anxiété' écartée, il n'y avait pas de différences significatives quant à la peur de l'intimité, la proximité ou la confiance en la fiabilité des autres entre les deux groupes de femmes .
Les résultats de cette étude ont montré que « le fait de faire confiance aux autres et de se sentir à l'aise dans les situations de proximité était en corrélation négative avec le FIS alors que la peur de l'abandon n'avait rien à voir avec le FIS. L'importance de l'attachement et le FIS étaient significativement corrélés avec l'anxiété ».
Les résultats ont indiqué, également, que « les victimes de viol différaient des autres femmes, présentant effectivement un degré supérieur de peur de l'intimité... Le fait de subir un viol serait donc bien lié à l’inconfort des femmes dans les relations proches ». En outre, comme c'était prévu, il n'y avait pas de différence entre celles qui avaient osé révéler le viol et celles qui avaient gardé le silence sur le niveau de peur de l'intimité .
Une autre étude a démontré que « les victimes d'abus sexuels faisaient preuve de plus d'abnégation, se montraient plus silencieuses et davantage déconnectées des relations intimes que les autres femmes ». Ils ont constaté aussi que le challenge de vouloir aider ces femmes était amplifié si l'on faisait appel à des femmes battues à cause de l'abus de confiance qu'elles avaient subi dans le cadre de leurs relations inter-personnelles .

## Parmi les enfants ayant subi des abus sexuels
« Les patients éprouvent une appréhension immense à l'idée de permettre aux autres de les voir tel qu'ils sont réellement ». Ils craignent d'être à nouveau « victimisés s'ils accordent leur confiance et s'ouvrent à quelqu'un ». À cause de leur expérience, « l'intimité apparaît comme quelque chose d'effrayant à leurs yeux. Être à nouveau proche de quelqu'un, c'est se souvenir que cette position est dangereuse et que l'on pourrait être utilisé » .

## Parmi les agresseurs et responsables d'actes de pédophilie
D'actuelles études montrent que les personnes ayant un niveau insuffisant d'intimité ou souffrant de solitude étaient plus enclines à afficher des comportements sexuels choquants . Une étude menée récemment a démontré que les agresseurs d'enfants présentaient des niveaux significativement plus élevés de peur de l'intimité que les violeurs, les détenus responsables d'autres crimes que ceux d'ordre sexuel ou d'un groupe témoin de citoyens respectueux de la loi .
Il a été démontré que « les hommes souffrant d'anxiété par rapport à l'attachement auraient un objectif différent dans le cadre d'un conflit : maintenir le contact, ce qui pourrait tempérer l'utilisation de violence extrême mais non de la violence légère et d'abus psychologiques » .

## Trouble anxieux de l'intimité
Le trouble anxieux de l'intimité est un type spécifique de trouble anxieux caractérisé par une anxiété ou peur intense lors de relations intimes et sexuelles causant une grande détresse et venant même perturber la vie quotidienne.
Derrière l'anxiété intense se trouvent les peurs de faire des erreurs, d'être incapable, jugé, de blesser ou d'être blessé pendant les rapports sexuels .